# 徳丸新作
徳丸新作（とくまる しんさく、1967年7月3日 - ）は、日本の俳優で、殺陣師、怪談師である。奈良県出身。劇団蒼天所属。
代表作に、《極道の妻たち》・《るろうに剣心》悪役・切られ役、NHK大河ドラマ『葵三代』、昼ドラ『命つないで』などがある。

## 略歴
1992年に、日本映画俳優協会/日本俳優連合/日本殺陣連盟/日本殺殺陣道協会/伊賀之忍砦/侍道殺陣塾に所属する。
25歳の時に、映画《極道の妻たち》でデビューを果たす。

## 人物

### 性格・趣味・嗜好
日本の城などに関する知識を持っており、番組で話すことも多い。識量を誇っているわけではなく、自分が感じたことをそのまま発言することで、聴いてる人にも共感してもらい作品に興味を持ったりなど「いろんなことを感じてほしい」という。

#### 好きな言葉
冬は必ず春になる！ 艱難汝を珠にす。桜梅桃李の精神。苦に徹すれば珠になる。我以外皆師！ 障害は波浪に会うごとに、その堅固の度を増す！

## 出演

### 担当テレビ
- 『奈良町わいがや』(KBS京都テレビ)『ハッピー夢ステーション』
- 大東市サムライTV
- deersNaraChannelTV「徳丸 新作の奈良のサムライＮＯＷ」
- 『ＩＤＯＢＡＴＡホラー噺』
- 『悪役テレビ』

### テレビ出演
- 「おはよう朝日です(朝日放送)」
- 「アンカー(関西テレビ)」
- 「なるとも(読売テレビ)」
- 「せやねん!(毎日放送)」
- 「ぐるっと関西お昼前(NHK)」
- 「関西ニュース一番(NHK)」
- 「せのぶら（朝日放送）」
- 「関西よーいどん（関テレ）」
- 「魔法のレストラン（毎日放送）」
- 「妹尾かずおのせのぶら(朝日放送)」
- 「ぽじぽじ卵(KBS京都)」
- 「奈良街見聞録(奈良テレビ)」
- 「ケーパラ(KCN放送)」
- 「奈良ナビ(NHK奈良)」
- 「ビーバップハイヒール(朝日放送)」
- 「読売テレビten」
- 「関西テレビよ～いドン！」
- 「ならフライデー9(奈良TV)」

### 舞台
- 元宝塚トップスター郷(ちぐささんと共演)
- 着物ミュージカル「恋やこい」
- 奈良県教育委員会、観光課主催の戦国時代劇ミュージカル「大和の風」(準主役)
- 京阪奈共同企画の「山城の国一揆」
- 文化庁主催の漆全国シンポジウム和太鼓ミュージカル「ヤマトタケル土蜘蛛伝説」
- インドネシア共和国主催のバリ島アートフェステバル2004〜2009「侍ミュージカル」
- カムカムミニキーナ主催のナ
- LIVE「吉野のバラ」
- 狂言師/茂山宗彦氏-茂山童子とミュージカル共演「豆腐小僧」劇団そとばこまち「レコードと機関銃」
- 七代目劇団そとばこまちABCホール「ゆきむら」劇団そとばこまち
- ハルカス近鉄劇場「写楽」
- 「細川ガラシャ」ロックとのコラボ
- 「侍祭」オペラとコラボ
- 日中友好協会フェスティバル
- 「三好長慶演舞」

### 映画
- 『極道の妻たち」
- 「戦国自衛隊」
- 「プリンセストヨトミ」
- 「天使の卵」
- 「ミナミの帝王」
- 「源氏物語」
- 「背中合わせ」
- 「るろうに剣心」
- 「見知らぬ隣人」
- 「魔界転生」
- 「ひととき」
- 「時空脱獄NINJA」
- 「お手てつないで」
- 「コントロールオブバイオレンス」

2014年
- 「野坊の恋」（父親の役）
- 「ええがな」
- 「月夜釜合戦」
- 「猫遊記・地獄控」
- 「隠密剣士」
- 「ガンガラパラダイス」
- 「雑賀孫一」
- 「時空脱獄ＮＩＮＪＡジライヤ完全版」
- 「オロチ」
- 「寺田屋坂本龍馬殺害事件」
- 「赤川次郎・輪違屋糸里」
- 「宮本武蔵」
- 「猫」

2024年
- 「侍タイムスリッパー」[1]

### ラジオ
大阪道頓堀
- クローバーステーション「徳丸新作・山下忠彦の道頓堀ギャラリー」

奈良ドットFM
- 「徳丸新作・山下忠彦の奈良町チャンプル」「徳丸新作と芝山真知子のサタデーナイトエキスポ」「徳丸新作と山本昌代のオルタン奈良」

FM千里
- 「徳丸新作・山下忠彦のちさとシアター」

京都リビングFM
「太陽のあたる場所」
バリ島FMハードロック
「徳丸新作のラスト侍」
FMハイホー
- 「徳丸新作のよろしゅうおあがり」
- 「奈良県の昔話」
- 「徳丸新作と山本昌代の芸能芸術よもやま話」
- 「露草の花御殿」
- 「歌謡界の企み」
- 「夕暮れ横丁」
- 「侍享見参」
- 「トーキングルーム」
- 「まほろばコラムラジオ」
- 「舞ソング」
- 「ああ楢山峠」
- 「はぐれ演歌人」
- 「日本の文化を後世に！」

FMGIG
- 「徳丸新作のはんなりおきばりワイワイラジオ」

奈良どっとFM
- 「定村寛定と徳丸新作の何でもｸｴｯﾁｮﾝ」

KBS京都
- 「健康一番」

FM橋本(和歌山)816
- 「徳丸新作・大木ミノル・杉本忠宏の橋本ワイワイラジオ」

FM橋本
- 「徳丸新作のつれもていこラジオ」

FM五條
- 「五條からよろしゅうおあがり」
- 「人生色々」
- 「五條から歴史玉手箱」
- 「大東市サムライTV」

奈良どっとFM
- 「忍法ハロハロnight」
- 「土曜ワイワイ劇場」

FM岸和田
- 「ひきだしドン！」
- 「ウブドラジオ」

FM宇治
- 「なんでもクエスチョン」

晩秋徳丸情報局
- FMBANBAN「加古川」
- FMゲンキ「姫路」
- FMミッキィ「三木」
- FM千里「大阪」
- FM名張「名張でドーン！」
- 奈良なんTV

### 殺陣
- 「国賓オマーン皇太子歓迎レセプションにて殺陣披露」
- 「天神祭にて橋元大阪府知事・各国領事館領事御前殺陣披露」
- 「インドネシアユドヨノ大統領前にて殺陣披露」
- 「インドネシアメカワティー前大統領前にて殺陣披露」
- 「平安神宮日本伝承文化殺陣奉納」
- 「御堂筋パレード殺陣ショー」
- 「法医学アジア大会にて殺陣ショー」
- 「ジャイカ祭にて殺陣ショー」
- 「神戸祭」
- 「中之島祭」
- 「亀岡祭」
- 「福知山お城祭」
- 「淀神社秋の大祭」
- 「オーストラリア大使館・市議会より招待公演」
- 「サウジアラビア共和国王子ご家族御前、殺陣披露」
- 「シンガポール公演」
- 「燈花会」
- 「平城京遷都祭」
- 「名張街道市」
- 「国際会議」
- 「高瀬川舟祭」
- 「万葉ジャズ芸術祭」
- 「日中友好協会フェスティバル」
- 「三好長慶武者行列」

### ラジオドラマ
- 日本鬼伝説鬼門【FM大阪】
- ラジオ大河ドラマ大和の風【FM西大和】
- アニメーション大和の風【近鉄ケーブルテレビ】
- 帰って来た天の邪鬼【奈良どっとFM】
- 奈良県の昔話【奈良どっとFM】
- ちさとシアター【FM千里】
- ラジオドラマ昔話【京都リビングFM】
- 奈良の昔話(奈良県後援/FM西大和)
- 「FMGIG」(ラジオ劇場)
- FM橋本(ラジオシアター)
- FM橋本(本当にあった怖い話)

### 声優
- 戦国首獲りアイドル「茶々7才」

### 司会
- 大阪シンフォニカー交響楽団コンサート
- 春しか秋の収穫祭蔵元オークション
- 芝山真知子万葉JAZU秋篠音楽堂コンサート
- 殺陣チーム瓏蓮者イベント司会等々

### ナレーション

#### CM・PV
- 「全日空」
- 「大阪ガス」
- 「エイブル」
- 「大阪市広報局」
- 「ジョウシン電気」
- 「ケーパワーズ」
- 「住宅流通センター」
- 「Yahoo!」
- 「ユニバーサル・スタジオジャパン」
- 「アベノハルカス」
- 「ポッキー」
- 「中国アプリ」
- 「大和信用金庫」
- 「鹿野」
- 「滝谷菖蒲園」
- 「旬彩源兵衛」

#### コメンテーター
- シアターセブン「とんでもシネマ映画live」
- 「真ＩＤＯＢＡＴＡホラー」

### モデル
- マルイモデル
- 沖縄のモデル事務所 サザンクロス

### その他コンテンツ
- 殺陣team６３４
- 殺陣team飛鳥ﾌﾟﾛｼﾞｪｸﾄ
- 侍会館「殺陣衆」
- 松竹銀幕維新の会理事
- 日本殺陣連盟理事
- バリ島芸能芸術アカデミー特別理事
- 銀幕維新の会理事
- 銀幕維新の会(剣究会副局長)
- 日本・バリ島文化交流協会(名誉総裁)
- 奈良・インドネシア文化交流協会(特別代表)
- バリ島スナリ芸能財団(名誉総裁)
- 大阪歴史懇談会会員・春日や山城守る会会員・歴史研究会正会員・織田信長家臣団研究会正会員など所属
- (プロデューサー)バリ島アートフェスティバル『ＳＡＭＵＲＡＩミュージカル』
- (受賞歴)≪バリ島文化庁≫文化交流貢献賞
- ≪バリ島ギャニャール県知事≫文化栄誉賞
- ≪バリ島観光庁長官≫文化交流貢献賞
- ≪ギャニャール県観光庁長官≫文化栄誉賞
- ≪クデワタン総合村≫最優秀演技賞・感謝状・文化交流貢献賞
- ≪バリ島日本文化交流協会≫最優秀演技賞・感謝状
- ≪バリ島音楽・芸能アカデミー≫最優秀演技賞・感謝状
- ≪奈良県自治会≫感謝状
- ≪バリ島スカワティー村≫最優秀演技賞・文化栄誉賞
- ≪殺陣振り付け≫NHKヒストリア・吉本興行NSC・バリ島アートフェスティバルSamuraiミュージカル・プロジェクトマッピング3Dドラマ寺田屋襲撃事件にて殺陣振り付け